# 억지스러운 콩그레츄레이션
〈억지스러운 콩그레츄레이션〉(일본어: 負け惜しみコングラチュレーション)는 SDN48의 5번째 싱글이다. 2012년 3월 7일, 유니버설 뮤직을 통해 발매되었다.

## 개요
통상반 Type A, Type B 및 극장반의 3 형태로 발매된다. 2012년 3월 31일에 전원 졸업하기 때문에, 현행 멤버로의 라스트 싱글이 된다.
다만, 표제곡의 PV에는 AKB48의 카시와기 유키가 출연하였다.

## 참가 멤버

### 억지스러운 콩그레츄레이션
(굵은 글씨는 센터)
- 1기생 : 아키타 카즈에, 우메다 하루카, 우라노 카즈미, 오오호리 메구미, 카토 마미, 코치 마사미, 코하라 하루카, 사토 유카리, 세리나, 노로 카요
- 2기생 : 키모토 유키, 후지코소 유미

### 쿠리쿠리
「언더걸즈 A」 명의 (굵은 글씨는 센터)
- 1기생 : 콘도 사야카, 첸츄, 하타케야마 치사키
- 2기생 : 아이카와 유키, 아키코, 이토 마나, KONAN, 다카하시 유이, 츠다 마리나, 후쿠다 아카네
- 3기생 : 코죠 세아라, 토지마 하나

### 위에서부터 나츠코
「언더걸즈 B」 명의 (굵은 글씨는 센터)
- 1기생 : 이마요시 메구미, 오오코치 미사, 카이다 쥬리, 테즈카 마치코, 나츄, 니시쿠니하라 레이코, 미츠이 히로미
- 2기생 : 오오야마 아이미, 나츠코, 호소다 미유우, 마츠시마 루미
- 3기생 : 코마타니 히토미, 시나하마 사에미, 시연, miray

### 끝나지 않는 앵콜
- 발매 시기의 SDN48 전 멤버

## 수록곡

### Type A
1. 억지스러운 콩그레츄레이션(負け惜しみコングラチュレーション)
(작사：아키모토 야스시, 작곡：타이라 류스케, 편곡：이쿠타 마신)
2. 쿠리쿠리(クリクリ)
(작사：아키모토 야스시, 작곡·편곡：RED APPLE·RED COOL)
3. 위에서부터 나츠코(上からナツコ)
(작사：아키모토 야스시, 작곡：카와우라 마사히로, 편곡：이쿠타 마신)
4. 억지스러운 콩그레츄레이션(負け惜しみコングラチュレーション) (off vocal ver.)
5. 쿠리쿠리(クリクリ) (off vocal ver.)
6. 위에서부터 나츠코(上からナツコ) (off vocal ver.)

DVD
1. 「억지스러운 콩그레츄레이션(負け惜しみコングラチュレーション)」Music Clip
2. 「쿠리쿠리(クリクリ)」Music Clip
3. 「위에서부터 나츠코(上からナツコ)」Music Clip
4. 레코딩 & MV 메이킹 영상 (Type A version)
5. SDN48 공연 3분 영상 걸작선 (Type A version)

특전 (첫회 프레스분만)
- 전국 악수회 이벤트 참가권 봉입

### Type B
1. 억지스러운 콩그레츄레이션(負け惜しみコングラチュレーション)
2. 쿠리쿠리(クリクリ)
3. 끝나지 않는 앵콜(終わらないアンコール)
(작사：아키모토 야스시, 작곡：카와우라 마사히로, 편곡：노나카“야”유이치)
4. 억지스러운 콩그레츄레이션(負け惜しみコングラチュレーション) (off vocal ver.)
5. 쿠리쿠리(クリクリ) (off vocal ver.)
6. 끝나지 않는 앵콜(終わらないアンコール) (off vocal ver.)

DVD
1. 「억지스러운 콩그레츄레이션(負け惜しみコングラチュレーション)」Music Clip
2. 「쿠리쿠리(クリクリ)」Music Clip
3. 「끝나지 않는 앵콜(終わらないアンコール)」Music Clip
4. 레코딩 & MV 메이킹 영상 (Type B version)
5. SDN48 공연 3분 영상 걸작선 (Type B version)

특전 (첫회 프레스분만)
- 전국 악수회 이벤트 참가권 봉입

### 극장반
1. 억지스러운 콩그레츄레이션(負け惜しみコングラチュレーション)
2. 쿠리쿠리(クリクリ)
3. 위에서부터 나츠코(上からナツコ)
4. 끝나지 않는 앵콜(終わらないアンコール)

특전
- 극장반 발매 기념 악수회 참가권